# Li Xiaopeng
Li Xiaopeng, em chinês simplificado: 李小鹏  (Changsha, 27 de julho de 1981) é um ex-ginasta chinês que competiu em provas de ginástica artística.
Li fez parte da equipe chinesa que disputou os Jogos Olímpicos de Sydney, em 2000, Austrália; os Jogos Olímpicos de Atenas, em 2004, Grécia e os Jogos Olímpicos de Pequim, em 2008, China. Em suas três participações olímpicas, conquistou cinco medalhas, sendo quatro de ouro. Em Mundiais são onze conquistas; nove de ouro.
Xiaopeng é tricampeão mundial no salto e bicampeão mundial nas barras paralelas. Em agosto de 2009, o ginasta anunciou sua aposentadoria do desporto.

## Carreira
Iniciando do desporto aos seis anos, disputou seu primeiro evento internacional aos 16. No mesmo ano, disputou o Mundial de Lausanne, sendo medalhista de ouro na prova coletiva. No salto e nas barras paralelas, conquistoua a medalha de prata, superado em ambas provas pelo compatriota Zhang Jinjing. Na final do solo foi medalhista de bronze, em prova vencida pelo russo Alexei Nemov. No ano posterior, competiu na Final da Copa do Mundo de Sabae, sendo medalhista de ouro no solo e nas barras paralelas.
Em 1999 disputou o Mundial de Tianjin. Nele, conquistou a medalha de ouro na prova coletiva, superando a equipe russa e bielorrussa, prata e bronze, respectivamente. Individualmente, fora novamente medalhista de ouro no salto, ao somar 9,668 pontos; nas barras paralelas, foi apenas sexto colocado. No ano posterior, em sua primeira aparição olímpica, nos Jogos Olímpicos de Sydney, Li conquistou novamente a medalha de ouro por equipes, ao superar a equipe ucraniana e russa, segunda e terceira colocadas, respectivamente. Na disputa das barras paralelas, foi novamente medalhista de ouro, somando 9,825 pontos. Dois anos depois, nos Jogos Asiáticos de Busan, conquistando três medalhas douradas: por equipes, nas barras paralelas e no salto. Ainda em 2002, no Campeonato Mundial de Debrecen, foi medalhista de ouro no salto e nas barras, sendo o maior medalhista do evento.
Em 2003 competiu no Mundial de Anaheim. Nele, conquistou o ouro por equipes, superando a equipe americana e japonesa, que completaram o pódio dessa edição. Na disputa das barras paralelas conquistou o ouro ao superar o compatriota Huang Xu e o russo Alexei Nemov; no salto, fora trimedalhista da competição; o romeno Marian Dragulescu foi prata e o canadense Kyle Shewfelt foi bronze. No ano posterior, em sua segunda aparição olímpica, nos Jogos Olímpicos de Atenas, Li ao lado de uma equipe tecnicamente fraca, foi apenas quinto colocado na prova coletiva. No salto, somou 9,368, insuficientes para chegar ao pódio, e encerrou na sétima posição. Na disputa das barras, favorito ao título, Li decepcionou e terminou com a medalha de bronze, em prova vencida pelo ucraniano Valeri Goncharov.
Em 2005 Li disputou sua quinta participação em Mundiais, competindo na edição de Melbourne. Nela,- que não contou com a prova coletiva, foi medalhista de prata em sua especialidade, superado pelo esloveno Mitja Petkovsek, medalhista de ouro. No ano posterior, disputou a etapa de Stuttgart da Copa do Mundo, sendo medalhista de ouro nas paralelas, ao somar 16,300 pontos. No compromisso seguinte, participou da Final da Copa do Mundo de São Paulo. Nela, comprovou o favoritismo nas barras, e somou 16,450 pontos, encerrando com a medalha de ouro.
Prejudicado por lesões em seu tornozelo, o ginasta permaneceu afastado das competições durante o ano de 2007, só retornando ao desporto para disputar a Olimpíada de 2008. Abrindo o calendário competitivo de 2008, participou da Copa do Mundo, realizada em Tianjin. Nela, foi ouro nas paralelas, ao somar 16,775 pontos, e prata na barra fixa. Em agosto, disputou os Jogos Olímpicos de Pequim, ao lado de Yang Wei, Zou Kai, Chen Yibing, Huang Xu e Xiao Qin, conquistou a medalha de ouro na prova coletiva, superando a equipe japonesa e americana, prata e bronze, respectivamente. Individualmente, foi bicampeão olímpico nas barras paralelas; o sul-coreano Yoo Wonchul foi prata, e o uzbeque Anton Fokin, encerrou com a medalha de bronze. Em agosto de 2009, sem participar de competições até então, o ginasta anunciou sua aposentadoria do desporto. Ainda em agosto, Li participou do revezamento da tocha dos Jogos da Ásia Oriental.
Em sua vida pessoal, Li namora a modelo chinesa Angel Li, filha do ex-ginasta Li Xiaoping e de Jia Wen.

## Principais resultados
| Ano  | Evento                                    | AA | Equipe          | Solo              | Cavalo com alças | Argolas | Salto sobre o cavalo | Barras paralelas  | Barra fixa        |
| ---- | ----------------------------------------- | -- | --------------- | ----------------- | ---------------- | ------- | -------------------- | ----------------- | ----------------- |
| 1997 | Campeonato Mundial de Ginástica Artística |    | Medalha de ouro | Medalha de bronze |                  |         |                      | Medalha de prata  |                   |
| 1998 | Copa do Mundo - Sabae                     |    |                 | Medalha de ouro   |                  |         |                      | Medalha de ouro   |                   |
| 1999 | Campeonato Mundial de Ginástica Artística |    | Medalha de ouro |                   |                  |         | Medalha de ouro      | 6º                |                   |
| 2000 | Jogos Olímpicos                           |    | Medalha de ouro | 5º                |                  |         |                      | Medalha de ouro   |                   |
| 2002 | Copa do Mundo - Stuttgart                 |    |                 |                   |                  |         |                      | Medalha de ouro   |                   |
| 2002 | Campeonato Mundial de Ginástica Artística |    |                 |                   |                  |         | Medalha de ouro      | Medalha de ouro   |                   |
| 2003 | Campeonato Mundial de Ginástica Artística |    | Medalha de ouro |                   |                  |         | Medalha de ouro      | Medalha de ouro   | 5º                |
| 2004 | Jogos Olímpicos                           |    | 5º              |                   |                  |         | 7º                   | Medalha de bronze |                   |
| 2005 | Campeonato Mundial de Ginástica Artística |    |                 |                   |                  |         |                      | Medalha de prata  |                   |
| 2006 | Copa do Mundo - Stuttgart                 |    |                 |                   |                  |         |                      | Medalha de ouro   |                   |
| 2006 | Copa do Mundo - São Paulo                 |    |                 |                   |                  |         |                      | Medalha de ouro   |                   |
| 2008 | Copa do Mundo - Cottbus                   |    |                 |                   |                  |         |                      | Medalha de ouro   | Medalha de bronze |
| 2008 | Copa do Mundo - Tianjin                   |    |                 |                   |                  |         |                      | Medalha de ouro   | Medalha de prata  |
| 2008 | Jogos Olímpicos                           |    | Medalha de ouro |                   |                  |         |                      | Medalha de ouro   |                   |